# Deb Pearce
Deb Pearce es una locutora y comediante canadiense.
En la década de 2000, presentó el programa de mediodía y luego copresentó el programa matutino con Patrick Marano en 103.9 Proud FM en Toronto, Ontario. Anteriormente fue presentadora en 92.5 Jack FM. Después de ser despedida de Proud FM, se convirtió en presentadora de programas de televisión, incluidos foQus de Rogers Television y Bump! de OUTtv.
Pearce, lesbiana declarada, anteriormente actuó como drag king.